# メアリーの部屋
メアリーの部屋（メアリーのへや、Mary's Room）またはスーパー科学者メアリー（スーパーかがくしゃメアリー、Mary the super-scientist）とは、フランク・ジャクソンが「随伴現象的クオリア」"Epiphenomenal Qualia" (1982)、さらに「メアリーが知らなかったこと」"What Mary Didn't Know" (1986) という論文の中で提示した、哲学的思考実験である。この思考実験は、性質二元論または中立一元論の立場から物理主義（心的なものも含む宇宙は全て物理的なものであるという立場）に対して展開されるもので、しばしば知識論法（Knowledge Argument）とも呼ばれる。この思考実験が発表された後に出来した議論がまとめられ、『メアリーに首ったけ』"There's Something About Mary" (2004) として公刊された。これには、ダニエル・デネット、デイヴィド・ルイス、ポール・チャーチランドなどの回答も採録されている。

## 思考実験
フランク・ジャクソンが提示したのは、次のような思考実験である。
言い換えれば、色について知られている物理学的な事実は全て知っているが、一度も色を見たことがない科学者を想像するのである。ジャクソンは次のように問いかける。
初めて色を見たとき、彼女は何か新しいことを学ぶだろうか？

## 含意
色を経験することでメアリーがなにか新しいことを学ぶかどうか、という問題は、クオリアの存在や物理主義に対する知識論法と関わっている。

## クオリア
まず、メアリーが何か新しいことを学ぶとしたら、クオリア（経験の主観的、質的性質）が存在するということになる。この思考実験に携わってみるならば、大抵の人は、メアリーが部屋を出ればなにか知らなかったことを学ぶだろうと考えるだろう。ジャクソンによれば、その新しく学ぶだろうことこそが、赤く見えるということのクオリアであるとされる。そうであれば、特定のクオリアを持つ人と持たない人との間には差異があるのだから、クオリアという質は実在する、ということを認めなければならない。

## 知識論法
つぎに、メアリーが何か新しいことを学ぶとしたら、物理主義は誤っていることになる。とくに、心的な状態については物理的な説明ですべて事足りる、と主張する物理主義者には手痛い打撃となる。メアリーが色を知覚するということについての全ての科学的知見を持っていたとしても、赤を見たことがなかったとしたら、赤を見るという体験がどんなものかを知ることができるであろうか。ジャクソンは、メアリーは自身の経験を通して新しいことを学ぶのであり、それゆえ物理主義は誤っている、と主張する。そして次のように述べる。
ただし、ジャクソンが論文中で攻撃の対象としている物理主義とは、すべての（正しい）知識は物理的事実についての知識のみであるとする認識論的な意味での物理主義であって、あらゆる事物は物理的であるとする存在論的な意味での物理主義ではない。

## 反応

### ダニエル・デネット
ダニエル・デネットは、メアリーが白黒の部屋から出て赤い色を見たとしても、実際には何も新しいことは学ばないだろうと主張する。デネットによれば、彼女が本当に色について全てのことを知っていたとすれば、人間の神経がなぜ・どのように働いて、色を見るということのクオリアを我々に感じさせるのか、ということについても、深く理解していたはずである。そうであれば、部屋を出る前から、赤を見るという体験がどのようなものかを正確に知っているであろう、とされる。確かに、それほどの深い知識を得ることは不可能にもかかわらずこの思考実験の前提が「メアリーは色について知りうる全てのことを知っていた」というものであれば、そのような知識を推定したり描写したりさえできるとは思わないだろう、あるいはそのような知識はありえないと考えるだろう、とデネットは言う。

### フランク・ジャクソン
フランク・ジャクソンはまず、この思考実験によって反‐物理主義的な主張を支持した。しかし彼はまた生理学的な説明で全て事足りる、すなわち全ての行動はなんらかの物理的作用によって引き起こされる、とする立場をも採っていた。そしてこの思考実験によって、非物理的な部分であるクオリアの存在が証明された。それゆえジャクソンは、以上の二つの立場がともに正しいのであれば、随伴現象説（心的な状態は物理的な状態によって引き起こされるが、前者は後者に因果的な影響を与えないという説）が正しい、と結論付けた。それゆえ、この思考実験を提示した時点では、ジャクソンは随伴現象主義者であった。しかしながら、後に彼は自身の立場を否定する。ジャクソンによれば、メアリーは最初に赤い色を見るとき、「わぁ」と言うであろうからであり、「わぁ」と言わせるのはやはりクオリアでなければならない、とされる。このことは随伴現象説と矛盾する。メアリーの部屋という思考実験が矛盾を生じさせるように思えるため、どこかが誤っているのである。これはしばしば「返答がなければならない、返答せよ」"there must be a reply, reply" とも言い表される。この問題は後にデイビッド・チャーマーズによって現象判断のパラドックスという名前で定式化され、二元論の立場から解答が与えられなければならない最も重要なパラドックスと位置づけられた。

### ポール・チャーチランド
ポール・チャーチランドはメアリーが白黒の部屋を出るときには、彼女は赤が何であるかを知らず、赤を見る能力もないだろうと言う。色を知覚するには、V4野に色覚を処理する神経回路が形成されていなければならず、脳形成の初期の段階に色覚を体験していないとそれらの回路が形成されないからだと言う。メアリーの場合、色覚の認識と分類は白と黒に限られるだろうと主張する。

## 関連する事例
メアリーの部屋の思考実験を考える上で参考になる事例として、次のような例がある。

### 全色盲の視覚科学者
先天性全色盲の視覚科学者として、クヌート・ノルドビー（Knut Nordby）という人物がいる。ノルドビーは1942年にノルウェーで生まれ、オスロ大学で教育を受けた。医学部で生理学の学士、哲学科で科学哲学の修士、社会科学科で心理学の博士号をそれぞれ受けた。彼は卒業後は軍隊で心理学者として働き、パイロットの選考業務などに携わった。この間のある時期には、グラントを得てオスロ大学の心理学科で、助教授の地位で色覚の研究をしていた。この大学人としての生活は約6年に及んだ（もちろん彼はこの間もずっと変わらず色盲である）。彼はこうした生活の中で、色についてその物理学そして色覚受容体のメカニズムに関する生理学などを徹底的に学んだという。しかし彼は結局色の持つ真の性質を理解することはできなかったと述懐している。彼は2005年に62歳で亡くなったが、現在、彼が色についてつづった自伝的論文をウェブサイト上で閲覧することができる。

### 色盲になった画家
神経学者オリヴァー・サックスの著書『火星の人類学者』の中では、大人になってから交通事故での傷害が原因で色覚を失ってしまったある画家（書籍中では I氏と呼ばれている）の話が紹介されている。色覚を失った原因としてサックスは、交通事故時の脳内出血によってV4野周辺になんらかの傷害を負ったがためではないかと推理している。とはいえ色覚を失ったあとでもI氏はとにかく色についてよく知っていたという。以下サックスの説明。

### 視覚を取り戻した男性
サックスのこの本にはまた別の話題も描かれている。小さいころから盲人として過ごしてきたヴァージルという男性が、50歳を越えてから手術で視覚を取り戻したときのエピソードである。以下サックスの説明。

### 注意点
以上のような例は、ひとつの参考にはなるが、しかしまた思考実験が想定している状況と異なる点もある。それは「知識」というものの種類と程度である。メアリーの部屋の思考実験でメアリーが持つと仮定されている「知識」は、すべての物理的事実についての知識、であり、ときにメアリーは神レベルの、またはラプラスの悪魔レベルの理想化された知性として想定されることもある。しかし実際の人間がそうした神レベルの知識を持つことは不可能であり、メアリーの持っている知識とはいったいどういうものなのか、という点がこの思考実験における議論の焦点のひとつになっている。

## 発展
フランク・ジャクソンによって唯物論を否定する目的で提出されたこの議論は、ジャクソンと同じオーストラリア出身の哲学者デイヴィッド・チャーマーズによって、より単純化されたゾンビ論法の形へ昇華させられる。ゾンビ論法はメアリーの部屋の議論から、問題となる「知識」の部分を取り除いたよりシンプルな議論である。

## 関連文献
- 西川宏昌、「知識論証と能力仮説の問題点」 『人間科学』 琉球大学法文学部 2004年 13号 p.267-286, 琉球大学法文学部
- 山口尚、「<サーヴェイ論文>知識論証 --その歴史と展望」『Contemporary and Applied Philosophy』 2009年 1号 p.1042-1074, Japanese Association for the Contemporary and Applied Philosophy (JACAP)
- 北野安寿子、「ジャクソンの知識論法に対する三つの主要な反論の検討 -知識論法が物理主義に課す課題の観点から明らかになる両立論的アプローチの優位-」 『哲学』 2008年 2008巻 59号 p.149-162,L15, 日本哲学会
- 太田紘史、「知識論証に対するタイプA物理主義的応答」『哲学論叢』 2010年 37号 p.94-105, 京都大学哲学論叢刊行会

書籍
- 鳥居修晃、望月登志子『先天盲開眼者の視覚世界』東京大学出版会、2000年。ISBN 4-13-011111-6。 - 多数の先天盲開眼者の視覚について調査して報告した本。色覚についての調査も行われている。
- 山口尚『クオリアの哲学と知識論証: メアリーが知ったこと』春秋社、2012年。ISBN 978-4-393-32335-9。 - クオリアについて物理主義を擁護する立場から論じた書籍。メアリーの部屋の思考実験について、その歴史、様々な立場・論法の、詳細な解説がまとめられている。